# カネマサコンコルド
カネマサコンコルド（欧字名:Kanemasa Concorde、2008年3月3日 - 不明）は、日本の競走馬。主な勝ち鞍に2010年の北海道2歳優駿。
馬名の由来は、冠名＋父名の一部。
2010年のNARグランプリサラブレッド2歳最優秀馬、ホッカイドウ競馬2歳年度代表馬である。

## 経歴
2010年6月1日のフレッシュチャレンジでデビューしクラーベセクレタに敗れ2着。このあと2戦目のひだか応援隊h-keiba.net賞は距離が一気に500m延びたが初勝利を収めると、3戦目は1200mに戻ってのアタックチャレンジでJRA認定競走初勝利をあげ、さらにオープン特別のストラヴィンスキー賞を勝ち3連勝とした。このあと中央の芝コースのオープン特別・すずらん賞に出走し、初芝ながら4着に入る。ダートグレード競走初出走となった11月の北海道2歳優駿好位追走から直線内を伸び、ビッグロマンスを差し切って重賞初挑戦での初優勝を飾った。連勝をかけた兵庫ジュニアグランプリはリアライズノユメには突き放されたものの、これに次ぐ2着に入った。JpnI初挑戦の全日本2歳優駿は8着に敗れる。この年はグレード制重賞で1勝・2着1回の成績を上げたことが評価され、NARグランプリサラブレッド2歳最優秀馬並びにホッカイドウ競馬2歳年度代表馬に選出された。
3歳になって中央競馬に移籍、移籍2戦目の芝1800mのオープン特別・白百合ステークスでは5着に入っている。7月のジャパンダートダービーで8着に敗れた後、10月22日付でJRAの競走馬登録を抹消し、ホッカイドウ競馬に復帰した。しかし北海道ではレースに出走することなく、2013年4月1日付で地方からも登録を抹消された。その後の動向は不明。

## 競走成績
以下の内容は、netkeiba.comおよびJBISサーチ、地方競馬全国協会に基づく。
| 競走日     | 競馬場 | 競走名                    | 格         | 距離（馬場）  | 頭 数 | 枠 番 | 馬 番 | オッズ （人気） | 着順 | タイム （上り3F） | 着差 | 騎手        | 斤量 [kg] | 1着馬（2着馬）       | 馬体重 [kg] |
| ---------- | ------ | ------------------------- | ---------- | ------------- | ----- | ----- | ----- | --------------- | ---- | ----------------- | ---- | ----------- | --------- | -------------------- | ----------- |
| 2010.06.01 | 門別   | フレッシュチャレンジ      | 認定新馬   | ダ1200m（良） | 9     | 8     | 9     | 001.50（1人）   | 02着 | R1:15.4（40.0）   | -0.6 | 0小国博行   | 54        | クラーベセクレタ     | 484         |
| 0000.07.07 | 門別   | ひだか応援隊h-keiba.net賞 | 未勝利     | ダ1700m（良） | 8     | 2     | 2     | 001.30（1人）   | 01着 | R1:52.5（41.2）   | -0.8 | 0小国博行   | 54        | （キングホーク）     | 486         |
| 0000.08.10 | 門別   | アタックチャレンジ        | 認定未勝利 | ダ1200m（良） | 10    | 3     | 3     | 001.20（1人）   | 01着 | R1:14.7           | -1.0 | 0小国博行   | 54        | （ヤマノクーガー）   | 488         |
| 0000.09.02 | 門別   | ストラヴィンスキー賞      | OP         | ダ1200m（良） | 10    | 4     | 4     | 001.80（1人）   | 01着 | R1:14.1（38.1）   | -0.8 | 0宮崎光行   | 54        | （マーベラスタイム） | 480         |
| 0000.10.03 | 札幌   | すずらん賞                | OP         | 芝1200m（良） | 13    | 8     | 12    | 017.50（7人）   | 04着 | R1:10.9（35.3）   | -0.5 | 0宮崎光行   | 55        | ダブルオーセブン     | 482         |
| 0000.11.04 | 門別   | 北海道2歳優駿             | JpnIII     | ダ1800m（稍） | 12    | 3     | 3     | 012.00（5人）   | 01着 | R1:55.3（37.7）   | -0.1 | 0宮崎光行   | 55        | （ビッグロマンス）   | 486         |
| 0000.11.23 | 園田   | 兵庫ジュニアGP            | JpnII      | ダ1400m（稍） | 11    | 3     | 3     | 003.70（2人）   | 02着 | R1:28.7（37.7）   | -0.4 | 0宮崎光行   | 54        | リアライズノユメ     | 480         |
| 0000.12.15 | 川崎   | 全日本2歳優駿             | JpnI       | ダ1600m（不） | 13    | 8     | 13    | 012.40（5人）   | 08着 | R1:42.9（39.3）   | -1.7 | 0五十嵐冬樹 | 55        | ビッグロマンス       | 483         |
| 2011.05.01 | 京都   | 被災地支援いぶき賞        | OP         | ダ1800m（稍） | 16    | 8     | 15    | 082.3（12人）   | 11着 | R1:52.8（37.6）   | -1.1 | 0岩田康誠   | 57        | グレープブランデー   | 478         |
| 0000.05.28 | 京都   | 白百合S                   | OP         | 芝1800m（不） | 10    | 4     | 4     | 075.2（10人）   | 05着 | R1:51.1（35.9）   | -0.8 | 0川田将雅   | 57        | マイネルラクリマ     | 480         |
| 0000.07.13 | 大井   | ジャパンDダービー         | JpnI       | ダ2000m（良） | 15    | 3     | 5     | 107.1（11人）   | 08着 | R2:06.2（37.8）   | -1.3 | 0池添謙一   | 56        | グレープブランデー   | 485         |

## 血統表
| カネマサコンコルドの血統        | カネマサコンコルドの血統                      | カネマサコンコルドの血統                      | （血統表の出典）                              | （血統表の出典）        |
| 父系                            | ニジンスキー系                                | ニジンスキー系                                | ニジンスキー系                                | [ § 2 ]                 |
| 父 フサイチコンコルド 1993 鹿毛 | 父の父Caerleon 1980 鹿毛                      | Nijinsky                                      | Northern Dancer                               | Northern Dancer         |
| 父 フサイチコンコルド 1993 鹿毛 | 父の父Caerleon 1980 鹿毛                      | Nijinsky                                      | Flaming Page                                  |                         |
| 父 フサイチコンコルド 1993 鹿毛 | 父の父Caerleon 1980 鹿毛                      | Foresser                                      | Round Table                                   | Round Table             |
| 父 フサイチコンコルド 1993 鹿毛 | 父の父Caerleon 1980 鹿毛                      | Foresser                                      | Regal Gleam                                   |                         |
| 父 フサイチコンコルド 1993 鹿毛 | 父の母*バレークイーン 1988 鹿毛               | Sadler's Wells                                | Northern Dancer                               | Northern Dancer         |
| 父 フサイチコンコルド 1993 鹿毛 | 父の母*バレークイーン 1988 鹿毛               | Sadler's Wells                                | Fairy Bridge                                  |                         |
| 父 フサイチコンコルド 1993 鹿毛 | 父の母*バレークイーン 1988 鹿毛               | Sun Princess                                  | *イングリッシュプリンス                       | *イングリッシュプリンス |
| 父 フサイチコンコルド 1993 鹿毛 | 父の母*バレークイーン 1988 鹿毛               | Sun Princess                                  | Sunny Valley                                  |                         |
| 母 ブルーフレア 1997 黒鹿毛     | 母の父フジキセキ 1992 青鹿毛                  | *サンデーサイレンス                           | Halo                                          | Halo                    |
| 母 ブルーフレア 1997 黒鹿毛     | 母の父フジキセキ 1992 青鹿毛                  | *サンデーサイレンス                           | Wishing Well                                  |                         |
| 母 ブルーフレア 1997 黒鹿毛     | 母の父フジキセキ 1992 青鹿毛                  | *ミルレーサー                                 | Le Fabuleux                                   | Le Fabuleux             |
| 母 ブルーフレア 1997 黒鹿毛     | 母の父フジキセキ 1992 青鹿毛                  | *ミルレーサー                                 | Marston's Mill                                |                         |
| 母 ブルーフレア 1997 黒鹿毛     | 母の母ノースハーミット 1980 栃栗毛            | トウショウボーイ                              | *テスコボーイ                                 | *テスコボーイ           |
| 母 ブルーフレア 1997 黒鹿毛     | 母の母ノースハーミット 1980 栃栗毛            | トウショウボーイ                              | *ソシアルバターフライ                         |                         |
| 母 ブルーフレア 1997 黒鹿毛     | 母の母ノースハーミット 1980 栃栗毛            | ハーミットレディ                              | *テューダーペリオッド                         | *テューダーペリオッド   |
| 母 ブルーフレア 1997 黒鹿毛     | 母の母ノースハーミット 1980 栃栗毛            | ハーミットレディ                              | フクコー                                      |                         |
| 母系(F-No.)                     | メラルダ系(FN:5-e)                            | メラルダ系(FN:5-e)                            | メラルダ系(FN:5-e)                            | [ § 3 ]                 |
| 5代内の近親交配                 | Northern Dancer：S4×S4、Hail to Reason：S5×M5 | Northern Dancer：S4×S4、Hail to Reason：S5×M5 | Northern Dancer：S4×S4、Hail to Reason：S5×M5 | [ § 4 ]                 |
| 出典                            | 1. 2. 3. 4.                                   | 1. 2. 3. 4.                                   | 1. 2. 3. 4.                                   | 1. 2. 3. 4.             |

- いとこにスパロービート（船橋記念、種牡馬）がいる。